# Преньяна-Миланезе
Преньана-Миланезе (итал. Pregnana Milanese) — коммуна в Италии, в провинции Милан области Ломбардия.
Население составляет 5989 человек, плотность населения составляет 1215 чел./км². Занимает площадь 4,93 км². Почтовый индекс — 20010. Телефонный код — 02.
Покровителями коммуны почитаются святые апостолы Пётр и Павел, празднование 29 июня.